# Yasuo Mizui
Yasuo Mizui (水井 康雄, Mizui Yasuo) est un sculpteur japonais né le 30 mai 1925 à Kyoto et mort 3 septembre 2008 à Apt.

## Biographie
Yasuo Mizui est un sculpteur sur pierre. En 1944, il entre à l'École supérieure des sciences de Kōbe. Pendant la Seconde Guerre mondiale, il travaille comme technicien. Bien que désorienté dans l'après guerre, il termine sa thèse sur le moulage des grands bouddhas de bronze (fin d'études de technologies). Il est fasciné par ces statues. Il change alors d'orientation pour devenir artiste. Il affirme que les beaux-arts sont sans frontières, sans guerre et qu’ils favorisent la paix dans le monde. Après cette décision, il reprend ses études à l'université des arts de Tokyo. Puis il obtient une bourse du gouvernement français et s'inscrit à L’École nationale supérieure des beaux-arts de Paris, où il étudie, notamment sous la direction d'Alfred Janniot et Marcel Gimond, de 1953 à 1958. Il se lie d'amitié notamment avec le sculpteur Georges Delahaie.
À partir de l'été 1954, il devient l'assistant du sculpteur espagnol Apel·les Fenosa et le reste jusqu’en 1958. Mizui passe tous ses après-midis à l’atelier de Fenosa. Celui-ci lui demande de produire, dans l’attente de son arrivée à l’atelier, un petit modelage d'argile chaque jour. Cette expérience de labeur quotidien deviendra, pour Mizui, le ressort de sa création et de sa carrière. Il est invité à 11 symposiums de sculpture, notamment en Yougoslavie, Autriche, Israël, Grenoble, au Japon et en Tchécoslovaquie. En France, divers établissements publics lui demandent des sculptures au titre du 1 % artistique.

### Jeux olympiques au Japon et en France
Il réalise Les Murs des fossiles（1964, granit, 2 × 93 × 0,3 m, Yoyogi National Gymnasium) pour les Jeux olympiques de Tokyo en 1964, et Microcosme et macrocosme pour les Jeux olympiques d'hiver de Grenoble en 1968.
Le Yoyogi National Gymnasium est un palais des sports situé dans le parc Yoyogi à Tokyo, au Japon. Il a été conçu par Kenzō Tange et construit entre 1961 et 1964. Le grand relief de Mizui a été aménagé à l'intérieur de ce bâtiment. Ce relief abstrait, qui décore un couloir de 93 m de longueur totale, est composé de 408 blocs de granit de 35 × 60 cm et 182 × 30 cm. Ces blocs proviennent du Kitagishima, aussi appelé île de pierre, préfecture d'Okayama. Le poids total atteint plus de 160 tonnes. Mizui reçoit une commande de Kenzō Tange en octobre 1963 qu’il commence à réaliser à partir de février 1964 jusqu'en juillet de la même année avec l'assistance de dix personnes à Kitagishima. Ce granit sculpté a été transporté, composé à Tokyo et achevé à la fin août, puis présenté à la presse étrangère en septembre. Sa concepiont exprime, en dix paysages, l'implication profonde dans l’expérience de la vie et de la nature. Mizui a puisé dix images dans la pierre comme une mémoire des fossiles : Voyage, Flamme, Poids, Parfum, Obsession, Eau, Sagesse, Son, Temps et Lumière. Comme toujours, l'artiste a travaillé tous ces éléments à la main, taillant la pierre avec la pointe, la gradine, de grands et petits marteaux sans utiliser de machine.
Macrocosme et Microcosme (pierre, 13 × 81 × 0,4 m, Grenoble, village olympique) est composé de deux murs de 40 m où s'expriment les notions de maximum et de minimum du monde. « Le maximum » symbolise la vie de la nature au-delà de l'individu, tels que la forêt, la montagne, la mer, la rivière, tandis que « le minimum » symbolise le conflit intérieur propre à l’être humain. Mizui exerce une réflexion sur le monde de la nature et de l'homme. Sous la présidence de Charles de Gaulle, le ministre d'État chargé des Affaires culturelles et grand connaisseur des arts, André Malraux, visite le monument et exprime son admiration à Mizui.

### 1% artistique
En France, la loi du 1 % artistique de 1951 prévoit que 1 % des sommes consacrées par l’État pour chaque construction d'un bâtiment public soit affecté à la réalisation d’une œuvre d’art intégrée au projet architectural. Par la suite, dans le cadre de la décentralisation, ce principe est étendu aux collectivités locales.
La majorité des œuvres de Mizui en France sont des commandes entrant dans le dispositif du 1 % artistique. Ainsi, entre 1968 et 1982, il a conçu 26 sculptures, obtenant donc plus d'une commande publique chaque année. Le Mur qui s'ouvre（1972, béton, 4,5 × 13 × 1,4 m, Rambouillet, lycée Louis-Bascan) est un mur de soutènement. L'artiste a utilisé des moules de polyester expansé, matériau qu’il a découpé grâce à une résistance électrique, une technique très personnelle de Mizui, fruit de sa formation scientifique. Lorsque la face vue est dans l'ombre, le second plan visible dans l'interstice central s'éclaire, comme une invitation à la lumière. La force de l'intention et la souplesse de la sensibilité se concentrent dans la vitalité de la pierre sculptée.

### Symposium

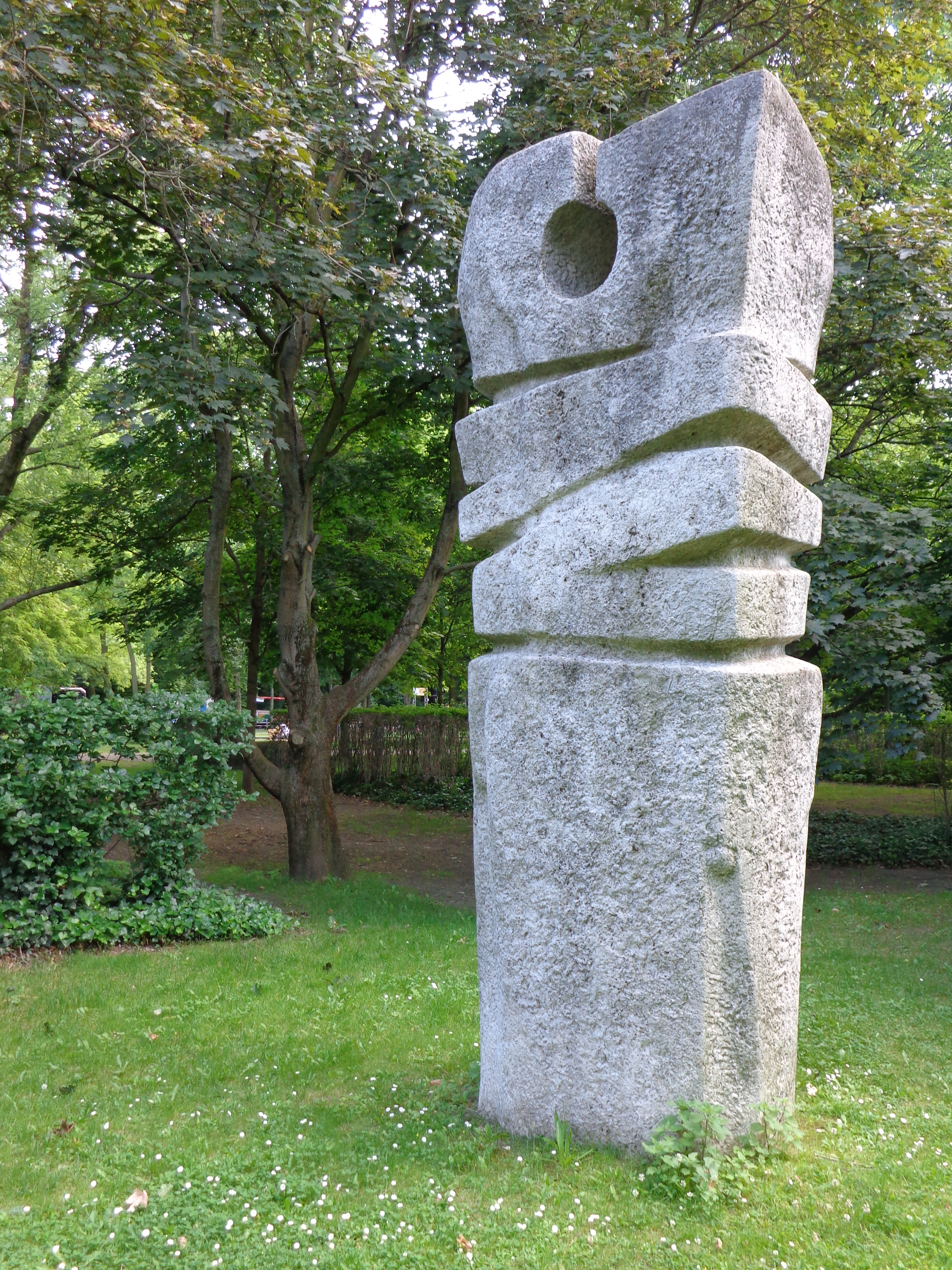
Clef d'amour (1962), Berlin.

Le Symposium de sculpture est l’occasion d’une nouvelle direction du travail de Mizui dans la perspective de développer et de promouvoir le sens de la monumentalité sculpturale dans la beauté urbaine. C'est aussi une compétition entre les artistes visant à démontrer la capacité de chacun à façonner un même matériau. Ce mouvement a été réalisé depuis 1959, à la Carrière de St.Margarethen, en Autriche. La première participation de Mizui en Autriche date de 1960. Il y découvre le charme de travailler à partir de grands blocs de pierre de 4 mètres. En 1962, il réalise l’œuvre Clef d'amour (pierre, 4 × 0,9 × 0,6 m) devant le mur de Berlin, en Allemagne, en reprenant à son compte le slogan de ce Symposium : « le mur à l'est, la création d'une sculpture à l'ouest ». Cette œuvre remporte le prix de la critique allemande. Mizui affirme : « Il y a un mur qui sépare l'est et l'ouest. Le mur, il fait une histoire triste comme tous les jours. Notre colère silencieuse a soutenu cette réunion[réf. nécessaire]. »
Cette œuvre a été déplacée dans le square de Berlin. Mizui a participé au Symposium de Manazuru avec le soutien de Asahi Shinbun, en tant que leader, et a également participé à onze autres symposiums dans huit autres pays,.

### Diagonal Yin Yang
Devant la fontaine de Vaucluse qui se trouve près de chez lui, Mizui affirma : « Pourquoi pas, la chute d'eau de Nachi jaillirait quelque part en France dans la mesure où la pluie creuse sans cesse la roche de la fontaine[réf. nécessaire]. » Plus tard, quand il a visité la chute d'eau de Nachi au Japon, son cœur, sa chair tremblaient devant cette cascade, il était convaincu, « La cascade de Nachi avait vraiment percée la terre pour rejaillir dans le Vaucluse[réf. nécessaire]. » Sa vie, jusqu'à ses 70 ans — époque de la réalisation de Diagonal Yin Yang —, fut partagée entre le Japon et la France. Deux chemins, deux cultures inachevées. Mizui s’interroge souvent sur la place de ces deux extrêmes dans son travail sculptural où il se sent pris entre le marteau et l'enclume. Parallèlement à ces deux réalités qui se côtoient dans son œuvre, l'une subissant l'influence de l'autre, les caractères yin et yang sont également identifiés par Mizui au Japon (yin) et à la France (yang). Cette assimilation prend davantage de consistance grâce au mouvement qui rapproche les deux pays. C’est dans la conversation et l’affrontement entre les aspects yin et yang qui sans cesse s’opposent, se répondent, se repoussent et s'embrassent qu'il découvre, à travers sa sculpture, de nouvelles formes jusque-là encore inconnues. Une montagne, une rivière, une maison ou une femme apparaissent comme des éléments yin, tandis qu'une fleur, un arbre, un animal, un mécène seront en général dotés du caractère yang. Il interroge constamment l’expression de sa sculpture en termes de forces yin ou yang. Il dit lui-même « La réponse ressemble à un jeu de masque entre vérité et mensonge. » Mizui a appris par son ami Tadao Takemoto, auteur d’André Malraux et la cascade de Nachi, qu'André Malraux a écrit : « La cascade de Nachi est la colonne vertébrale du Shintoïsme . » Diagonal Yin Yang est une série de 40 sculptures en pierre, réalisée au Japon pour l'exposition de 1995 à la galerie Tatuno Hiranomachi, à Osaka. Après cette exposition, toutes ses œuvres ont été transférées en France, dans son jardin de sa résidence à Lacoste. Deux œuvres ont été offertes à l'occasion de l'exposition de Luxeuil-les-Bains en 2013.

### LeMur de l’Espoir
En 1985, lors d’un projet avec l'homme d’affaires japonais et mécène Seita Onishi, Mizui se passionne pour l’acteur américain James Dean. Ensemble, ils ont pour objectif de créer un Centre James Dean. Ce centre aurait été implanté à Cholame en Californie, aux États-Unis, à proximité du lieu de l’accident de la légende du cinéma. Il travaille sur ce projet pendant trois ans en produisant des croquis, des sculptures, et en réalisant plusieurs voyages aux États-Unis. À la suite d'un désaccord avec le propriétaire des lieux, le projet ne peut aboutir, mais il en subsiste le Mur de l’Espoir, une sculpture monumentale (13 × 4,50 × 1,20 m) dédiée à la mémoire de James Dean, réalisée en trois ans et constituée de 150 tonnes de pierres extraites des carrières de Lacoste, où a vécu le sculpteur. Sur l’une des faces du mur, Mizui a sculpté dans la pierre le visage de ce mythe du cinéma. « Je me suis dit : les trois chefs-d’œuvre de James Dean ont sauvé du désespoir ses fans, les murs désespérés s’ouvrent et nous donnent la lumière de l’espoir[réf. nécessaire] », explique l’artiste. Le Mur de l’Espoir est inauguré en 2006, 51 ans après la mort de l’acteur et, à défaut d’être en Californie, il accueille les visiteurs de ce musée à ciel ouvert qu’est le jardin de l’artiste à Lacoste.

### Pierre et ascèse
Mizui a affirmé : « Devant l'immense nature, je me sentais bien petit. De plus, la pierre étaient déjà belle ainsi, à l'état brut. J'avais beau lui parler, l'insulter, soupirer, elle restait impassible, muette en me boudait malgré mes supplications et mes colères. Cependant, après un certain temps, la pierre commença de parler, c'est elle qui me guidait ; Non pas ainsi ! plus tôt là ! oui, comme ça. Si je parviens un jour à me fondre dans le néant divin, ma sculpture restera comme une offrande faite à la grande nature. » Jean- Rosenberg, professeur de l'université de Poitiers, raconte à propos de la sculpture de Mizui : « Dans son art non figuratif la dimension temporelle est absente. Il n'y a pas de messages codés à travers des symboles ou des figures. Son œuvre est cosmique. On y sent l'origine de la vie et de l'évolution ; elle représente des entités universelles, non pas individualisées, mais telles qu'elles se présentent au début de l'évolution. »

### Métagraphie
La technique qui consiste à comprimer une couleur entre deux feuilles de papier ou deux autres matériaux donne naissance à des images inattendues de l'ordre du fantastique. L'artiste analyse la causalité des phénomènes susceptibles d'être considérés comme fortuits, afin d'en faire une classification. Autrement dit, il s’agit d’introduire le pouvoir de la volonté dans la création de tels phénomènes, par le développement d'une technique et de sa pratique. Ce processus exprime tout à la fois la réflexion, le changement, la succession, le fait d'aller au-delà, à côté de, entre ou avec. Obtenue par un procédé non-reproductible, la métagraphie implique que l'artiste fasse glisser de la peinture à l'eau sur un papier imperméable, puis laisse le hasard agir sur la matière. Sa propre intervention consiste à trouver le vrai équilibre entre la fluidité de la peinture à l'eau et le temps de pose. Il existe des techniques similaires, comme l'huile pressée, l'amidon pressé, la décalcomanie. Mais la manière et le choix de matière de Mizui sont différents. Le critique Sakaé Hasegawa écrit en 1984 : « Quand j'ai vu ce tableau pour la première fois, j'ai pensé que cette image était la photo d'une montagne neigeuse. Mais en regardant de plus près, ce n'était pas une photo et cette image a eu une forte résonance en moi, on y perçoit le froid gelé et le silence. Je trouve que ce tableau transmet une ouverture philosophique et méditative, comme s'il pouvait laisser entrer dans le silence profond du cœur. »

## Quatre œuvres

### Oscillo-complex, 1981
L'oscillo-relief est la forme découpée obtenue par le mouvement d’oscillation verticale et d’oscillation horizontale d’une résistance électrique. Cette forme libre ne résulte pas d’un plan préalable, mais la technique requiert un contrôle précis. L’oscillo-relief est une invention fondamentale de Mizui qu'il applique à la sculpture en 1972.
Oscillo-complex（1981, pierre, 3 × 1,3 × 1,2 m, musée en plein air de Hakone, préfecture de Nagano, 2e concours du grand prix Henry Moore). L’artiste a été invité à l’occasion du prix Henry Moore. Cette sculpture de 7 tonnes est créée à Nancy et transférée par avion au Japon pour y être installée,.

### Cosmos, 1970
Cosmos（1970, pierre, 15 × 8 × 0,06 m, Villefranche-sur-Saône, Cité Technique) : les 360 dalles de comblanchien de 6 cm d'épaisseur sont solidement fixées sur le mur. Mizui déclare : « Je voulais créer un graphisme d'ombre et de lumière évoquant le ciel, la terre et l'Homme[réf. nécessaire]. » La sculpture murale rappelle, sur le plan formel, les Murs des fossiles et Macrocosme et Microcosme.

### Hommage à Néguev, 1960-1971
Hommage à Néguev（1962, marbre, 3,7 × 1,7 × 0,6 m, Néguev, Israël, Symposium) : œuvre réalisée à l’occasion d’un symposium en Israël. À propos de cette expérience, l’artiste déclare : « C’était un véritable lavage de cerveau de vivre pendant deux mois dans ce désert du Néguev, j’avais le sentiment que, face à l’immensité de la nature, tout ce que je pourrais faire serait une goutte d’eau dans la mer. J’ai compris pour la première fois cette humilité devant le désert avec ma sculpture. Lorsque j’ai percé le trou au niveau du sommet, ma sculpture a été achevée, j’avais l’impression que le soleil se levait sur moi,,. »

### Zig et Zag, 1973-1974
Zig et Zag（1973, pierre, 2 × 0,4 × 0,4 m, Lacoste, École d’art et de design de Savannah) : l’artiste a commencé à travailler en découpant des blocs de polystyrène. Il a réalisé une dizaine d’œuvres de ce type. Dans les années 1950, les artistes parisiens aiment à établir leur atelier en Provence. Le peintre New-Yorkais, Bernard Pfriem ouvrit, au centre du village de Lacoste, une école d'art rassemblant des étudiants américains. Cette école est installée dans une grande maison se trouvant à côté de l'ancien château du marquis de Sade. Pendant 20 ans, Mizui est resté en relation avec cette école et chaque été, y a travaillé à la réalisation d’une œuvre sculptée en commun avec ses élèves.

## Chronologie
- 1925 : naissance à Kyoto, Japon.
- 1944 : diplôme du lycée technique de Kyoto.
- 1945 : il travaille comme technicien durant la Seconde Guerre mondiale.
- 1947 : diplôme de l'université de Kobe, Japon. Il acheve ses études technologiques après la Seconde Guerre mondiale.
- 1953 : diplôme de l'université des arts de Tokyo. Obtention d'une bourse du Gouvernement français, il s'inscrit à l’École nationale supérieure des beaux-arts de Paris où il étudie de 1953 à 1958.
- 1959 : prix A.ssus[Quoi ?] à la première Biennale de Paris.
- 1962 : prix des Critiques allemands à l’occasion du 2e Symposium européen de sculpture, Berlin.
- 1964 : prix de la sculpture Kōtarō Takamura, Japon. Les murs du fossile pour les Jeux olympiques, Tokyo.
- 1968 : Microcosme et macrocosme pour les Jeux olympiques d'hiver, Grenoble. Première œuvre dans le cadre du 1 % artistique Jet d'eau pétrifiée, Bordeaux.
- 1981 : 2e Concours du grand prix Henry Moore, invité par musée en plein air de Hakone, Japon.
- 1985 : nommé commandeur des Arts et des Lettres par le Gouvernement de la République française. Six Crêtes, bassin, diamètre : 32 m, Universiade, Kobe, Japon.
- 2008 : mort à Apt (Vaucluse).

## Expositions
- Du 4 au 28 avril 2018 : « Yasuo Mizui, sculpteur de l'âme », Wattrelos, France[29].
- 2015-2017 : installation Le Gardien des nuages, jardin à côté du château de La Celle par la fondation Flag-France Renaissance[30].
- 2015 : rétrospective « Yasuo Mizui sculpteur de l'âme », fêtant le 90e anniversaire de sa naissance, à Villeneuve-d'Ascq[31].
- 2014 : rétrospective à Lacoste[32].
- 2013 : rétrospective à Luxeuil-les-Bains[33].
- 2011 : rétrospective à galerie Horikawaoike, Kyoto, Japon[34].

## Distinctions et récompenses
- 1985 : commandeur des Arts et des Lettres, par le ministre de la culture.
- 1964 : prix de la Sculpture, Kōtarō Takamura, Japon.
- 1962 : prix des Deutscher Kritikerpreis, 2e Symposium européen de sculpture, Berlin, Allemagne.
- 1959 : prix personnel de A.ssus[Quoi ?], première Biennale de Paris.

## Œuvres dans l'espace public

### En Allemagne
- Clef d'amour （pierre / 4 m x 0,9 x 0.6 /1 962 / Berlin, Symposium）
- L'Été de Berlin （pierre / 2 m x 0,7 x 0.7/1962 / Berlin）
- L'Hiver de Berlin （pierre / 1,3 m x 0,6 x 0.6/1963 / Berlin
- Borne Ⅲ（marbre / 2,5 m x 0,8 x 0,9 / 1961 / Kirchheim, Symposium）

### En Autriche
- Clef au ciel （pierre / 3,8 m x 0,8 x 0,85 / 1960 / St Margarethen, Symposium, actuellement déplacé à Zollikon, Canton de Zurich, Suisse.

### En Belgique
- Fumée blanche（pierre / 3,1 m x 1,1 x 0,9 / 1975 / Musée de sculpture en plein air de Middelheim, Anvers)[10].

### Aux États-Unis
- Trois Traces （marbre / 2 m x 3 x 0,9 / 1968 / Vermont,）[35]
- L'Écho du rire （marbre / 2,3 m x 1,8 x 1 / 1973 / Fondation Lannan[36], Palm Beach (Floride), États-Unis）

### En France
- Tombeau des corbeaux (bronze / 0,75m x 0,28 x 0,28 / avril 1958: Première Biennale de Paris Lacoste (Vaucluse))
- Amiral : tête de cheval（bronze / 1,2 m x 0,9 x 0,6 / mars 1963 / Bois de Boulogne Paris)[37]
- Dessin par la spatule en fer - 3 pièces（1966、72、74 / MUDO - Musée de l'Oise Beauvais）[38]
- Macrocosme Microcosme（pierre / 1,3,m x 81,0 x 0,4 / août 1968 / Village Olympique de Grenoble pour Jeux olympiques d'hiver de 1968, Symposium ）[6]
- Jet d'eau pétrifiée（pierre / 3,2 m x 8,0 x 8,0 / novembre 1968 / Université de Bordeaux）[39]
- Fleur du Midi（pierre / 3,0 m x 1,0 x 1,0 / décembre 1968 / C.E.S d'Hyères ）[40]
- Cosmos（pierre / 15,0 m x 18,0 x 0,06 / mars 1970 / Cité Technique de Villefranche-sur-Saône avec André Soborb）[41]
- Une naissance（pierre / 1,3 m x 36 x 0,35 / juin 1970 / Institut universitaire de technologie de Paris avec Pierre Roux-Dorlut ）
- Soleil - Forêt - Fête（pierre /1,3m x 36 x 0,35 / juillet 1970 / École maternelle de Avenue de Versailles Paris）
- La Mer（pierre / 1,3 m x 15,0 x 0,35 / septembre 1970 / C.E.S de Châteauroux)[42]
- Le Mistral（pierre / 2,5 mx 70,0 x 0,4/ octobre 1970 / collège du Pesquier, Gardanne ）[42]
- Le Point de rencontre（pierre et marbre / 1,0 m x 2,0 x 2,0 / mars 1971 / École maternelle de Avenue de Versailles Paris avec Pierre Roux-Dorlut ）
- Dialogue（pierre / 3,7 m x 2,0 x 0,8 / septembre 1971 / Université de Metz la Faculté des lettres avec Jean-Claude Dondel)[41]
- Oscillo-tour (pierre / 2,0m x 0,6 x 0,6 / Juillet 1972) Lacoste
- Le Mur qui s'ouvre（béton / 4,5 m x 13,0 x 1,4 / décembre 1972 / Lycée Louis Bascan de Rambouillet avec Jacques Barge)[41]
- Source de vitalité（pierre / 3,0 m x 5,0 x 1,0 / février 1973 / Lycée Louis Bascan de Rambouillet avec Jacques Barge )[41]
- La Corne d'abondance (pierre / 3,0m x 4,0 x 1,0 / juin 1973 / Expo-Plateau d'Assy, Sculpture-Montagne de J.P.Lemesle)
- Zig et Zag I (pierre / 2,0m x 0,4 x 0,4 / juillet 1973 / Savannah College of Art and Design, Lacoste)
- Le Signe de la vie（pierre / 3,0 m x 16,0 x 2,5 / septembre 1973 / Lycée Général et Technologique & Professionnel Charles Augustin Coulomb d'Angoulême）[43]
- Gardien du soleil（pierre / 4,0 m x 1,0 x 1,0 / novembre 1973 / Groupe Scolaire de Vigneux-sur-Seine avec René Blanchot ）[41]
- Les Cimes （polisol armé / 3,0 m x 6,0 x 0,6 / mai 1974 / C.E.S d'Oullins, Lyon avec J.C.Dondel）
- Le Chant du coq (Plastique / 2,5m x 0,6 x 0,2 / juin 1974: Expo-en group Chamonix-Mont-Blanc, J.P Lemesle)
- Les Crêtes（pierre / 2,0m x 5,5 x 1,5 / novembre 1974 / C.E.D de Montfort-l'Amaury avec Henri Pottier ）[41]
- Zig et Zag IV (pierre / 0,8m x 0,25 x 0,25 / décembre 1974 / Lacoste)
- Voie lactée (marbre / 2,2m x 13,0 x 3,0 / janvier 1975 / la banque de Tokyo, Paris avec R. Hayama)
- Les Crêtes II（pierre / 2,0m x 5,0 x 1,3 / juin 1975 / Expo-13eme Biennale de la sculpture Anvers Belgique, Lacoste）
- Zig et Zag, (pierre, 2 pièces de/ 1,0m x 0,6 x 0,6 / juillet 1975 / Savannah College of Art and Design, Lacoste)
- La Porte de germination （pierre / 5 m x 3,0 x 0,8 / octobre 1975 / Lycée Technique de Dombasle avec R.zonca ）[41]
- Oscillo-Cascade I（pierre / 2,0 m x 6,0 x 1,0 / novembre 1975 /Savannah College of Art and Design, Lacoste)
- La Sâone（pierre / 2,5 m x 25,0 x 0,5 / décembre 1975 / Cité Technique de Villefranche-sur-Saône avec R.et M. Salagnac）[41]
- Oscillo-Arc（pierre / 1,5 m x 4,0 x 0,4 / juillet 1976 /Savannah College of Art and Design, Lacoste)
- 'Sagesse'（pierre / 4,0 m x 2,7 x 0,6 / août 1976 / Campus de l'École polytechnique de Palaiseau）[44]
- Coupe-Vent（pierre / 2,0 m x 38,0 x 0,35 / septembre 1976 / Lycée Châteaubriand de Rennes avec Louis Arretche）[41]
- Une ronde （pierre / 3,4 m x 5,6 x 2,6 / décembre 1976 / Lycée Blaise Pascal, Colmar avec A. Sogorb )[41]
- Fête de Mer（pierre / 1,3 m x 20,0 x 0,35 / mars 1977 / Collège Jean Jaurès, Bourbourg）[41]
- Oscillo-escalier（pierre / 2,0 m x 6,0 x 1,3 / mai 1977 / Politique des villes nouvelles françaises, Établissement public d'aménagement de Lille-Est)[45]
- Oscillo-élément (pierre / 2,0 m x 1,0 x 1,0 / juillet 1977 / Lacoste)
- Oscillo-cascade Ⅱ'（pierre / 3,0 m x 12,0 x 3,5 / octobre 1977 / Université de Nancy (historique) la Faculté des Sciences avec C.Goclowski）[46]
- Rideau d'eau（béton /3,2 m x 11,0 x 0,3 / novembre 1977/ Fontaine de la Place de Quatre saisons, Val-de-Reuil) [47]
- Fontaine au filet d'eau（béton / 2,0 m x 2,0 / février 1978 / Politique des villes nouvelles françaises, Établissement public d'aménagement de Lille-Est)[48]
- Arc du Nuage（pierre / 3,6 m x 5,6 x 1,6 / juin 1978 / Lycée Michel-Montaigne de Bordeaux avec Jacques Barge）
- Gardien du Nuage (pierre / 2,1m x 1,0 x 0,6 / juillet 1978/ Lacoste)
- Fontaine au filet d'eau, 2e tranche（béton / 10,0m x 2,7 x 0,1 / octobre 1978 / Politique des villes nouvelles françaises, Établissement public d'aménagement de Lille-Est)[48]
- La Pierre qui s'enfle (pierre / 2,0m x 1,0 x 0,4 / juillet 1979 / Savannah College of Art and Design, Lacoste)
- Diago-complex (pierre / 2,0m x 1,0 x 0,4 / juillet 1980 / Savannah College of Art and Design, Lacoste)
- L'Œil du Cyclone（pierre / 2,4 m x 3,0 x 0,6 / octobre 1980 / Collège A.Sisley de L'Île-Saint-Denis avec R.Joly）
- Oscillo-Crêtes（pierre / 2,4 m x 7,5 x 1,8 à 2,3m x 9,0 x 1,6 / mai 1981 / École de santé des armées de Lyon, Bron）
- Camargue (pierre / 1,2 m x 2,0 x 0,6 / juillet 1981 / Lacoste )
- Arc familial（pierre / 2,5 m x 3,6 x 1,1 / mai 1982/ Lattes, Montpellier ）
- Mèche au Ciel (pierre / 1,2 m x 2,0 x 0,6 / juillet 1981 / Lacoste )
- Trois fenêtres (pierre / 2,0m x 0,9 x 9,0 / juillet 1983 / Lacoste )
- Une constellation (pierre / 2,0m x 1,1 x 0,6 / juillet 1984 / Lacoste )
- Bénits (grès indien : rouge et blanc / 1,0m x 0,95 x 2,0 / avril 1985 / Lacoste)
- Fenêtres tournantes (pierre / 0,8m x 0,7 x 2,0 / septembre 1985 / Lacoste)
- Pierre qui rit I (pierre / 1,0m x 1,0 x 2,0 / septembre 1986 / Lacoste)
- La Table cactus (pierre / 1,1m x 1,0 x 0,7 / juillet 1988 / Lacoste)
- Mini palais (pierre / 1,1m x 1,1 x 0,95 / septembre 1988 / Lacoste)
- Colonne biaise (marbre / 1,8 / mai 1988 / Lacoste)
- Le Mur de l'espoir (pierre calcaire / 13,0 m x 4,5 x 1,2 / août 1989 / Commémorer de James Dean avec Seita Onishi, Lacoste )
- Quartette (pierre / 3,0m / septembre 1990 / Raymond Colpin, Lacoste)
- Zig Zag (pierre / 2,0m x 0,4 x 0,4 / septembre 1996 / Lacoste)

### En Israël
- Hommage à Néguev （marbre / 3,7 m x 1,7 x 0.6 / 1962 / Néguev, Symposium）
- Borne Ⅱ（marbre / 2,5 m x 1 x 1,2 / 1961 / Partoroz, Yougoslavie, Symposium）

### Au Japon
- 《石凧》Cerf-Volant en pierre（pierre / 2,6 m x 1 x 0,5 / 1963 / Watanabe Memorial Park, Ube (Yamaguchi), Préfecture de Yamaguchi）
- 《道無》MIchinashi（pierre / 2 m x 1 x 0.9 / 1963 / PL Kyodan, Préfecture d'Osaka, Symposium au Japon par Asahi Shinbun）
- 《余韻の化石》Les murs des fossiles（granit / 2mx 93x 0.3 / 1964 / Yoyogi National Gymnasium avec Kenzō Tange pour Jeux olympiques d'été de 1964, Tokyo）
- 《四季の柱》Colonne de la Saison（granit / 2.25m / 1964 / Yoyogi National Gymnasium, Tokyo)
- 《むつら石》Group de 6（granit / 1.2m / 1964 / Yoyogi National Gymnasium, Tokyo)
- 《きたぎ》Kitagi（pierre / 2,3 m x 1 x 0.5 / 1964 / L'école de Kitagishima, Kitagishima, Préfecture d'Okayama）
- 《石のとびら》Rideau en pierre（pierre / 2 m x 0,6 x 0,7 / 1969/ Musée en plein air de Hakone, Préfecture de Kanagawa）
- 《五合目標》Borne de Terminus（pierre / 1 m x 2 x 0,4 / 1969 / Musée en plein air de Hakone, Préfecture de Kanagawa）
- 《石器　No３》Trois outils en pierre nr. 3（pierre / 0,4 m x 0,4 x 0,4 / 1971 / Musée d’art moderne de Kyoto, Préfecture de Kyoto[49]
- 《複揺》Oscillo-complex（pierre / 3 m x 1,3 x 1,2 / 1981 / Musée en plein air de Hakone, Préfecture de Nagano, 2e Concours de Grand Prix d'Henry Moore）
- 《デート6》Six Crêtes（grès indien / 7 m x 2,2 x 2 - 16 x 32 / 1985 / Universiade d'été de 1985, Kobe）[50]
- 《オシロ・コンプレックスⅡ》Oscillo-complex Ⅱ marbre / 2 m x 0,8 x 0,7 / 1986 / Sapporo Sculpture Park, Sapporo）
- 《笑石Ⅱ》Pierre qui rit（granit / 2 m x 0,65 x 0,6 / 1987 / Keion Temple, Nara）
- 《希望の扉》Porte d'éspérance（grès indien, granit / 2,5 m x 2 x 0,7 / 1987 / Institut de 1.2otechnologie d'Osaka, Préfecture d'Osaka）
- 《石順》Jijun（travertin de Turique / 1,2 m x 1,1 x 0,5 / 1987 / Gifu Keizai University, Préfecture de Gifu）
- 《綾柱》 Colonne Sapin （granit / 3 m x 0,95 x 0,95 / 1991 / Sibukawa Hall culturelle, Shibukawa, Préfecture de Gunma）
- 《石は呼ぶ》La pierre qui m'appelle（granit / 3 m x 0,95 x 0,95 / 1987 / Gifu Keizai University, Préfecture de Gifu）[51]
- 《水登》Jet d'eau（grès indien, granit / 6 m x 1,1 x 1,1 / 1992 / Ōgaki, Préfecture de Gifu）
- 《球登Ⅰ》Boules en chaplet（granit / 3 m x 1,1 x 0,95 / 1992 / Ōgaki, Parc Sanjo, Préfecture de Gifu）
- 《舞》Dance（granit / 1,2 m x 0,4 x 0,4 / 1996 / Parc Tokonamé, Tokoname, Préfecture d'Aichi)[52]
- 《悠飛》 Envol (granit / 4,0 mx 1,2 x 0,8 / 1996 / Kinmon Co. Ltd, Préfecture de Mie)
- 《開空 ひらく》 Ouverture (granit / 3,0 mx 1,2 x 0,7 / 1997 / Centre d'information d'Ogaki, Préfecture de Gifu)
- 《集宇 つどう》 Têtes assemblées (travertin turc / 3,5 m x 2,2 x 0,9 / 1998 / Ogaki Information center, Préfecture de Gifu)
- 《対喜》 Couple heaureux (granit / 3,0 mx 2,5 x 1,2 / 1998 / Kinmon Co., Ltd, Préfecture de Wakayama)

### En Tchécoslovaquie
- Hommage à Tatra（pierre / 3,5 m x 3x 0,65 / 1966 / Ruzbachy, Symposium.

## Publications
- Mizui Yasuo, Japon, 1985.
- 50 ans de Sculpture, Japon, 2003.

### Télévision
- Yauo Mizui, L'homme qui insuffle l'âme dans la pierre, 1982, documentaire, 30 minutes, produit par Fuji Television.